# Draft 2013 de la NBA
2012 2014
La draft 2013 de la NBA est la 67e draft annuelle de la National Basketball Association (NBA), se déroulant en amont de la saison 2013-2014. Elle s'est déroulée au Barclays Center situé à Brooklyn le 27 juin 2013. Un total de 60 joueurs ont été sélectionnés en 2 tours.
La draft de la NBA est un événement annuel où les joueurs des universités ayant au moins 19 ans le jour de la draft et ayant quitté le lycée depuis au minimum 1 an sont choisis pour jouer dans une équipe professionnelle de la National Basketball Association (NBA). Les joueurs étrangers de plus de 19 ans sont eux aussi éligibles.
La loterie pour désigner la franchise qui choisit en première un joueur, consiste en une loterie pondérée : parmi les équipes non qualifiées en playoffs, les chances de remporter le premier choix sont de 25% pour la plus mauvaise équipe, et de 0,5% pour la « moins mauvaise », où chaque équipe se voit confier aléatoirement 250 à 5 combinaisons différentes.
La franchise des Cavaliers de Cleveland, en possession du premier choix à l'issue de la loterie, sélectionne le joueur des Rebels d'UNLV, Anthony Bennett, qui devient le premier canadien à être premier choix de draft. C'est Michael Carter-Williams, 11e choix de cette draft, qui remporte le titre de NBA Rookie of the Year à l'issue de la saison.
Cette draft représente la dernière édition présentée par David Stern, qui sera remplacé par Adam Silver au poste de commissaire de la NBA.

## Règles d'éligibilité
La draft est menée en vertu des règles d'admissibilité établies dans la nouvelle convention collective de 2011, désignée sous le terme de Collective Bargaining Agreement ou CBA. Cette convention est signée entre la ligue et le syndicat des joueurs. Le CBA qui a mis fin au lock-out de 2011 n'a institué aucun changement immédiat à la draft, mais a appelé à un comité de propriétaires et de joueurs pour discuter des changements à venir. À partir de 2012, les règles d'admissibilité de base pour la draft sont listés ci-dessous :
- Tous les joueurs repêchés (draftés) doivent avoir au moins 19 ans au cours de l'année civile de la draft. En termes de dates, les joueurs admissibles au repêchage de 2013 doivent être nés avant le 31 décembre 1994[6].
- Tout joueur qui n'est pas un « joueur international », tel que défini par le CBA, doit être retiré au moins un an de sa classe de lycée[6]. Le CBA définit les « joueurs internationaux » comme des joueurs qui ont résidé de manière permanente en dehors des États-Unis pendant trois ans avant la draft, qui n'ont pas terminé l'école secondaire aux États-Unis, et n'ont jamais été inscrits dans un collège ou une université américaine[6].

L'exigence de base pour l'admissibilité automatique pour un joueur américain est l'achèvement de son admissibilité universitaire. Les joueurs qui répondent à la définition du CBA des « joueurs internationaux » sont automatiquement admissibles si leur 22e anniversaire tombe pendant l'année civile de la draft (c'est-à-dire nés avant le 31 décembre 1991). Les joueurs américains qui ont arrêté au moins un an leurs études secondaires et qui ont joué au basket-ball dans les ligues mineures avec une équipe en dehors de la NBA sont également automatiquement admissibles.
Un joueur qui n'est pas automatiquement admissible doit déclarer son éligibilité pour la draft en informant les bureaux NBA par écrit au plus tard 60 jours avant la draft. Pour la draft de 2013, cette date est tombée le 28 avril. Selon les règles de la NCAA, les joueurs ont seulement jusqu'au 16 avril pour se retirer de la draft et maintenir leur admissibilité universitaire.
Un joueur qui a embauché un agent perd son admissibilité pour les années universitaires restantes. En outre, le CBA permet à un joueur de se retirer de la draft à deux reprises.

## Candidats

### Underclassmen
Les 48 joueurs suivants sont inscrits à la draft,,. Tous les joueurs sont Américains sauf indication contraire. Les étudiants sont classés selon leurs années d'études.
| Freshman : 1re année | Sophomore : 2e année | Junior : 3e année |

| - Steven Adams – C, Panthers de Pittsburgh (freshman) - C.J. Aiken – F, Hawks de Saint Joseph (junior) - Anthony Bennett – F, Rebels d'UNLV (freshman) - Vander Blue – G, Golden Eagles de Marquette (junior) - Lorenzo Brown – G, Wolfpack de North Carolina State (junior) - Reggie Bullock – F, Tar Heels de la Caroline du Nord (junior) - Trey Burke – G, Wolverines du Michigan (sophomore) - Kentavious Caldwell-Pope – G, Bulldogs de la Géorgie (sophomore) - Michael Carter-Williams – G, Orange de Syracuse (sophomore) - Adrien Coleman – G/F, Wildcats de Bethune-Cookman (junior) - Allen Crabbe – G, Golden Bears de la Californie (junior) - Dewayne Dedmon – C, USC Trojans (junior) - Gorgui Dieng – C, Cardinals de Louisville (junior) - Jamaal Franklin – G, Aztecs de San Diego State (junior) - Archie Goodwin – G, Wildcats du Kentucky (freshman) - Tim Hardaway, Jr. – G, Wolverines du Michigan (junior) - Grant Jerrett – F, Wildcats de l'Arizona (freshman) - Christian Kabongo – G, Bears de Morgan State (junior) - Myck Kabongo – G, Longhorns du Texas (sophomore) - Shane Larkin – G, Hurricanes de Miami (sophomore) - Ricky Ledo – G, Friars de Providence (freshman) - Alex Len – C, Terrapins du Maryland (sophomore) - C.J. Leslie – F, Wolfpack de North Carolina State (junior) | - Nurideen Lindsey – G, Broncs de Rider (junior) - Amath M'Baye – F, Sooners d'Oklahoma (junior) - Ray McCallum, Jr. – G, Titans de Detroit (junior) - Ben McLemore – G, Jayhawks du Kansas (freshman) - Tony Mitchell – F, Mean Green de North Texas (sophomore) - Shabazz Muhammad – G/F, Bruins d'UCLA (freshman) - Nerlens Noel – C, Wildcats du Kentucky (freshman) - Victor Oladipo – G/F, Hoosiers de l'Indiana (junior) - Kelly Olynyk – C, Bulldogs de Gonzaga (junior) - Norvel Pelle – C, Los Angeles College Prep Academy (freshman) - Otto Porter – F, Hoyas de Georgetown (sophomore) - Marshawn Powell – F, Razorbacks de l'Arkansas (junior) - Phil Pressey – G, Tigers du Missouri (junior) - André Roberson – F, Buffaloes du Colorado (junior) - Joshua Simmons – G, Spartanburg Methodist JC (SC) (freshman) - Trevis Simpson – G, UNC Greensboro Spartans (junior) - Tony Snell – F, Lobos du Nouveau-Mexique (junior) - Tahj Tate – G, Hornets de Delaware State (sophomore) - John Taylor – G, Fresno Pacific (junior) - Adonis Thomas – G/F, Tigers de Memphis (sophomore) - Deshaun Thomas – F, Buckeyes d'Ohio State (junior) - B.J. Young – G, Razorbacks de l'Arkansas (sophomore) - Cody Zeller – F/C, Hoosiers de l'Indiana (sophomore) |

### Joueurs internationaux
Les 17 joueurs internationaux suivants ont entre 17 et 22 ans :
| - Álex Abrines – G/F, FC Barcelone (Espagne) - Giánnis Antetokoúnmpo – G/F, Filathlitikos BC (Grèce) - László Dobos – C, Basket Zaragoza 2002 (Espagne) - Viktor Gaddefors – F, Virtus Bologne (Italy) - Rudy Gobert – C, Cholet Basket (France) - Livio Jean-Charles – F, ASVEL Lyon-Villeurbanne (France) - Jordan Aboudou - F, Élan sportif chalonnais (France) - Sergueï Karassev – G/F, Trioumf Lioubertsy (Russie) - Raulzinho Neto – G, Lagun Aro Gipuzkoa Basket Club (Espagne) - Lucas Nogueira - C, Estudiantes Madrid (Espagne) | - Alexandre Paranhos – F, Flamengo Basketball (Brésil) - Bogdan Radosavljević – C, Bayern Munich (Allemagne) - Dario Šarić – F, Cibona Zagreb (Croatie) - Dennis Schröder – G, New Yorker Phantoms Braunschweig (Allemagne) - Strahinja Stojačić – G, KK Smederevo 1953 (Serbie) - Daniel Theis – F/C, Ratiopharm Ulm (Allemagne) - Jānis Timma – F, BK Ventspils (Lettonie) - Marko Todorović – C, FC Barcelone (Espagne) |

D'autres joueurs, annoncés comme ayant de bonnes chances d'être choisis au premier tour décident finalement de poursuivre une saison de plus en NCAA :
- James Michael McAdoo, Tar Heels de la Caroline du Nord[31]
- Marcus Smart, Cowboys d'Oklahoma State[32]

## Loterie
Les 14 premiers choix de la draft appartiennent aux équipes qui ont raté les playoffs NBA. L'ordre a été déterminé par un tirage au sort. La loterie a déterminé les trois équipes qui obtiennent les trois premiers choix de la draft (et leur ordre de choix). Les choix de premier tour restants et les choix du deuxième tour sont affectés aux équipes dans l'ordre inverse de leur bilan victoires-défaites lors de la saison 2012-2013. Les Cavaliers obtiennent pour la seconde fois, en trois ans ,le premier choix de la draft.
Ci-dessous les chances de chaque équipe pour la loterie de la draft 2013.
| ^ | Signale le résultat de la loterie |

| Équipe                          | Bilan 2012-2013 | Chances d'avoir la loterie | Choix | Choix | Choix | Choix | Choix | Choix | Choix | Choix | Choix | Choix | Choix | Choix | Choix | Choix |
| Équipe                          | Bilan 2012-2013 | Chances d'avoir la loterie | 1er   | 2e    | 3e    | 4e    | 5e    | 6e    | 7e    | 8e    | 9e    | 10e   | 11e   | 12e   | 13e   | 14e   |
| ------------------------------- | --------------- | -------------------------- | ----- | ----- | ----- | ----- | ----- | ----- | ----- | ----- | ----- | ----- | ----- | ----- | ----- | ----- |
| Magic d'Orlando                 | 20-62           | 250                        | 25,0  | ^21,5 | 17,7  | 35,8  | —     | —     | —     | —     | —     | —     | —     | —     | —     | —     |
| Bobcats de Charlotte            | 21-61           | 199                        | 19,9  | 18,8  | 17,1  | ^31,9 | 12,4  | —     | —     | —     | —     | —     | —     | —     | —     | —     |
| Cavaliers de Cleveland          | 24-58           | 156                        | ^15,6 | 14,3  | 14,5  | 23,8  | 29,0  | 4,6   | —     | —     | —     | —     | —     | —     | —     | —     |
| Suns de Phoenix                 | 25-57           | 119                        | 11,9  | 12,6  | 13,3  | 9,9   | ^35,1 | 16,1  | 1,3   | —     | —     | —     | —     | —     | —     | —     |
| Pelicans de La Nouvelle-Orléans | 27-55           | 88                         | 8,8   | 9,7   | 10,7  | —     | 26,2  | ^36,0 | 16,1  | 1,2   | —     | —     | —     | —     | —     | —     |
| Kings de Sacramento             | 28-54           | 63                         | 6,3   | 7,1   | 8,1   | —     | —     | 44,0  | ^30,4 | 4,0   | 0,1   | —     | —     | —     | —     | —     |
| Pistons de Détroit              | 29-53           | 43                         | 3,6   | 4,2   | 4,9   | —     | —     | —     | 60,0  | ^25,3 | 2,1   | 0,0   | —     | —     | —     | —     |
| Wizards de Washington           | 29-53           | 28                         | 3,5   | 4,1   | ^4,8  | —     | —     | —     | —     | 70,4  | 16,5  | 0,8   | 0,0   | —     | —     | —     |
| Timberwolves du Minnesota       | 31-51           | 17                         | 1,7   | 2,0   | 2,4   | —     | —     | —     | —     | —     | ^81,3 | 12,2  | 0,4   | 0,0   | —     | —     |
| Trail Blazers de Portland       | 33-49           | 11                         | 1,1   | 1,3   | 1,6   | —     | —     | —     | —     | —     | —     | ^87,0 | 08,9  | 0,2   | 0,0   | —     |
| 76ers de Philadelphie           | 34-48           | 8                          | 0,8   | 0,9   | 1,2   | —     | —     | —     | —     | —     | —     | —     | ^90,7 | 6,3   | 0,1   | 0,0   |
| Raptors de Toronto              | 34-48           | 7                          | 0,7   | 0,8   | 1,0   | —     | —     | —     | —     | —     | —     | —     | —     | ^93,5 | 3,9   | 0,0   |
| Mavericks de Dallas             | 41-41           | 6                          | 0,6   | 0,7   | 0,9   | —     | —     | —     | —     | —     | —     | —     | —     | —     | ^96,0 | 1,8   |
| Jazz de l'Utah                  | 43-39           | 5                          | 0,5   | 0,6   | 0,7   | —     | —     | —     | —     | —     | —     | —     | —     | —     | —     | ^98,2 |

## Draft

### Légende
| ^ | Signale un joueur qui a été intronisé au Basketball Hall of Fame                                                                |
| * | Signale un joueur qui a été sélectionné pour au moins un match annuel NBA All-Star Game et une récompense annuelle All-NBA Team |
| + | Signale un joueur qui a été sélectionné pour au moins un match annuel NBA All-Star Game                                         |
| x | Signale un joueur qui a été sélectionné pour au moins une récompense annuelle All-NBA Team                                      |
| R | Signale le joueur qui a remporté le titre de NBA Rookie of the Year                                                             |
| m | Signale un joueur qui a été élu MVP au cours de sa carrière                                                                     |

### Premier tour
| Choix | Nom                       | Position    | Nationalité      | Équipe | Provenance                                   |
| ----- | ------------------------- | ----------- | ---------------- | --- | -------------------------------------------- |
| 1     | Anthony Bennett           | Ailier fort | Canada           | Cavaliers de Cleveland                                                                                           | Rebels d'UNLV                                |
| 2     | Victor Oladipo*           | Arrière     | États-Unis       | Magic d'Orlando                                                                                                  | Hoosiers de l'Indiana                        |
| 3     | Otto Porter               | Ailier      | États-Unis       | Wizards de Washington                                                                                            | Hoyas de Georgetown                          |
| 4     | Cody Zeller               | Ailier fort | États-Unis       | Bobcats de Charlotte                                                                                             | Hoosiers de l'Indiana                        |
| 5     | Alex Len                  | Pivot       | Ukraine          | Suns de Phoenix                                                                                                  | Terrapins du Maryland                        |
| 6     | Nerlens Noel              | C           | États-Unis       | Pelicans de La Nouvelle-Orléans (transféré à Philadelphie)                                                       | Wildcats du Kentucky                         |
| 7     | Ben McLemore              | Arrière     | États-Unis       | Kings de Sacramento                                                                                              | Jayhawks du Kansas                           |
| 8     | Kentavious Caldwell-Pope  | Arrière     | États-Unis       | Pistons de Détroit                                                                                               | Bulldogs de la Géorgie                       |
| 9     | Trey Burke                | Meneur      | États-Unis       | Timberwolves du Minnesota (transféré à Utah)                                                                     | Wolverines du Michigan                       |
| 10    | C.J. McCollum             | Arrière     | États-Unis       | Trail Blazers de Portland                                                                                        | Mountain Hawks de Lehigh                     |
| 11    | Michael Carter-Williams R | Meneur      | États-Unis       | 76ers de Philadelphie                                                                                            | Orange de Syracuse                           |
| 12    | Steven Adams              | Pivot       | Nouvelle-Zélande | Thunder d'Oklahoma City (en provenance de Toronto via Houston)                                                   | Panthers de Pittsburgh                       |
| 13    | Kelly Olynyk              | Pivot       | Canada           | Mavericks de Dallas (transféré à Boston)                                                                         | Bulldogs de Gonzaga                          |
| 14    | Shabazz Muhammad          | Ailier      | États-Unis       | Jazz de l'Utah (transféré à Minnesota)                                                                           | Bruins d'UCLA                                |
| 15    | Giánnis Antetokoúnmpo* m  | Ailier fort | Grèce            | Bucks de Milwaukee                                                                                               | Filathlitikos B.C. (Grèce)                   |
| 16    | Lucas Nogueira            | Pivot       | Brésil           | Celtics de Boston (transféré à Dallas puis à Atlanta)                                                            | Estudiantes Madrid (Espagne)                 |
| 17    | Dennis Schröder           | Meneur      | Allemagne        | Hawks d'Atlanta                                                                                                  | New Yorker Phantoms Braunschweig (Allemagne) |
| 18    | Shane Larkin              | Meneur      | États-Unis       | Hawks d'Atlanta (en provenance de Houston via Brooklyn) (transféré à Dallas)                                     | Hurricanes de Miami                          |
| 19    | Sergueï Karassev          | Ailier      | Russie           | Cavaliers de Cleveland (en provenance des Lakers)                                                                | Trioumf Lioubertsy (Russie)                  |
| 20    | Tony Snell                | Ailier      | États-Unis       | Bulls de Chicago                                                                                                 | Lobos du Nouveau-Mexique                     |
| 21    | Gorgui Dieng              | Pivot       | Sénégal          | Jazz de l'Utah (en provenance de Golden State via Brooklyn) (transféré à Minnesota)                              | Cardinals de Louisville                      |
| 22    | Mason Plumlee             | Pivot       | États-Unis       | Nets de Brooklyn                                                                                                 | Blue Devils de Duke                          |
| 23    | Solomon Hill              | Ailier      | États-Unis       | Pacers de l'Indiana                                                                                              | Wildcats de l'Arizona                        |
| 24    | Tim Hardaway, Jr.         | Arrière     | États-Unis       | Knicks de New York                                                                                               | Wolverines du Michigan                       |
| 25    | Reggie Bullock            | Arrière     | États-Unis       | Clippers de Los Angeles                                                                                          | Tar Heels de la Caroline du Nord             |
| 26    | André Roberson            | Arrière     | États-Unis       | Timberwolves du Minnesota (en provenance de Memphis via Houston) (transféré à Golden State puis à Oklahoma City) | Buffaloes du Colorado                        |
| 27    | Rudy Gobert*              | Pivot       | France           | Nuggets de Denver (transféré à Utah)                                                                             | Cholet Basket (France)                       |
| 28    | Livio Jean-Charles        | Ailier fort | France           | Spurs de San Antonio                                                                                             | ASVEL Lyon-Villeurbanne (France)             |
| 29    | Archie Goodwin            | Arrière     | États-Unis       | Thunder d'Oklahoma City (transféré à Golden State puis à Phoenix)                                                | Wildcats du Kentucky                         |
| 30    | Nemanja Nedović           | Meneur      | Serbie           | Suns de Phoenix (en provenance de Miami via Cleveland et les Lakers) (transféré à Golden State)                  | Lietuvos Rytas (Lituanie)                    |

### Deuxième tour
| Choix | Nom               | Position    | Nationalité | Équipe                                                                                     | Provenance                             |
| ----- | ----------------- | ----------- | ----------- | ------------------------------------------------------------------------------------------ | -------------------------------------- |
| 31    | Allen Crabbe      | Arrière     | États-Unis  | Cavaliers de Cleveland (en provenance d'Orlando) (transféré à Portland)                    | Golden Bears de la Californie          |
| 32    | Álex Abrines      | Arrière     | Espagne     | Thunder d'Oklahoma City (en provenance de Charlotte via Oklahoma City, Boston et Houston)  | FC Barcelone (Espagne)                 |
| 33    | Carrick Felix     | Arrière     | États-Unis  | Cavaliers de Cleveland                                                                     | Sun Devils d'Arizona State (D-League)  |
| 34    | Isaiah Canaan     | Meneur      | États-Unis  | Rockets de Houston (en provenance de Phoenix)                                              | Racers de Murray State                 |
| 35    | Glen Rice, Jr.    | Arrière     | États-Unis  | 76ers de Philadelphie (en provenance de La Nouvelle-Orléans)                               | Vipers de Rio Grande Valley (D-League) |
| 36    | Ray McCallum, Jr. | Meneur      | États-Unis  | Kings de Sacramento                                                                        | Titans de Détroit                      |
| 37    | Tony Mitchell     | Ailier fort | États-Unis  | Pistons de Détroit                                                                         | Mean Green de North Texas              |
| 38    | Nate Wolters      | Meneur      | États-Unis  | Wizards de Washington (transféré à Philadelphie puis à Milwaukee)                          | Jackrabbits de South Dakota State      |
| 39    | Jeff Withey       | Pivot       | États-Unis  | Trail Blazers de Portland (en provenance de Minnesota via Cleveland et Boston)             | Jayhawks du Kansas                     |
| 40    | Grant Jerrett     | Ailier fort | États-Unis  | Trail Blazers de Portland (transféré à Oklahoma City)                                      | Wildcats de l'Arizona                  |
| 41    | Jamaal Franklin   | Arrière     | États-Unis  | Grizzlies de Memphis (en provenance de Toronto via Dallas et Toronto)                      | Aztecs de San Diego State              |
| 42    | Pierre Jackson    | Meneur      | États-Unis  | 76ers de Philadelphie (transféré à La Nouvelle-Orléans)                                    | Bears de Baylor                        |
| 43    | Ricky Ledo        | Arrière     | États-Unis  | Bucks de Milwaukee (transféré à Philadelphie puis à Dallas)                                | Friars de Providence                   |
| 44    | Mike Muscala      | Pivot       | États-Unis  | Mavericks de Dallas (transféré à Atlanta)                                                  | Bison de Bucknell                      |
| 45    | Marko Todorović   | Ailier fort | Monténégro  | Trail Blazers de Portland (en provenance de Boston)                                        | FC Barcelone (Espagne)                 |
| 46    | Erick Green       | Meneur      | États-Unis  | Jazz de l'Utah (transféré à Denver)                                                        | Hokies de Virginia Tech                |
| 47    | Raul Neto         | Meneur      | Brésil      | Hawks d'Atlanta                                                                            | Minas Belo Horizonte (Brésil)          |
| 48    | Ryan Kelly        | Ailier fort | États-Unis  | Lakers de Los Angeles                                                                      | Blue Devils de Duke                    |
| 49    | Erik Murphy       | Ailier fort | États-Unis  | Bulls de Chicago                                                                           | Gators de la Floride                   |
| 50    | James Ennis       | Ailier      | États-Unis  | Hawks d'Atlanta (en provenance de Houston) (transféré à Miami)                             | 49ers de Long Beach State              |
| 51    | Romero Osby       | Ailier fort | États-Unis  | Magic d'Orlando (en provenance de Golden State via New York et Denver)                     | Sooners de l'Oklahoma                  |
| 52    | Lorenzo Brown     | Meneur      | États-Unis  | Timberwolves du Minnesota (en provenance de Brooklyn via Minnesota et La Nouvelle-Orléans) | Wolfpack de North Carolina State       |
| 53    | Colton Iverson    | Pivot       | États-Unis  | Pacers de l'Indiana (transféré à Boston)                                                   | Rams de Colorado State                 |
| 54    | Arsalan Kazemi    | Ailier fort | Iran        | Wizards de Washington (en provenance de New York)                                          | Ducks de l'Oregon                      |
| 55    | Joffrey Lauvergne | Pivot       | France      | Grizzlies de Memphis (transféré à Denver)                                                  | KK Partizan Belgrade (Serbie)          |
| 56    | Peyton Siva       | Meneur      | États-Unis  | Pistons de Détroit (en provenance de LA Clippers)                                          | Cardinals de Louisville                |
| 57    | Alex Oriakhi      | Ailier fort | États-Unis  | Suns de Phoenix (en provenance de Denver via LA Lakers)                                    | Tigers du Missouri                     |
| 58    | DeShaun Thomas    | Ailier      | États-Unis  | Spurs de San Antonio                                                                       | Buckeyes d'Ohio State                  |
| 59    | Bojan Dubljević   | Pivot       | Monténégro  | Timberwolves du Minnesota (en provenance d'Oklahoma City)                                  | Valencia BC (Espagne)                  |
| 60    | Jānis Timma       | Arrière     | Lettonie    | Grizzlies de Memphis (en provenance de Miami)                                              | BK Ventspils (Lettonie)                |

### Particularité
Sans les échanges chaque franchise aurait 2 choix de draft, un à chaque tour, en ce qui concerne les deux premiers tours. Cette année avant les tractations du jour de la draft le Heat de Miami a cédé ses deux droits (30e et 60e). Les Cavaliers de Cleveland, les Timberwolves du Minnesota et les Hawks d'Atlanta en ont quatre chacun (deux à chaque tour).

## Joueurs notables non draftés
| Nom                 | Position    | Nationalité | Provenance                        |
| ------------------- | ----------- | ----------- | --------------------------------- |
| Ryan Broekhoff      | Ailier      | Australie   | Valparaiso                        |
| Facundo Campazzo    | Meneur      | Argentine   | Club Atlético Peñarol (Argentine) |
| Ian Clark           | Arrière     | États-Unis  | Belmont                           |
| Robert Covington    | Ailier      | États-Unis  | Tennessee State                   |
| Seth Curry          | Meneur      | États-Unis  | Duke                              |
| Troy Daniels        | Arrière     | États-Unis  | VCU                               |
| Brandon Davies      | Ailier fort | États-Unis  | BYU                               |
| Dewayne Dedmon      | Pivot       | États-Unis  | USC                               |
| Matthew Dellavedova | Meneur      | Australie   | Saint Mary's                      |
| Larry Drew II       | Meneur      | États-Unis  | UCLA                              |
| Elias Harris        | Ailier      | Allemagne   | Gonzaga                           |
| Rodney McGruder     | Arrière     | États-Unis  | Kansas State                      |
| Nicolò Melli        | Ailier fort | Italie      | Olimpia Milano (Italie)           |
| Brandon Paul        | Arrière     | États-Unis  | Illinois                          |
| Phil Pressey        | Meneur      | États-Unis  | Missouri                          |
| D. J. Stephens      | Ailier      | États-Unis  | Memphis                           |
| Daniel Theis        | Ailier fort | Allemagne   | Ratiopharm Ulm (Allemagne)        |